# Goodness Iredia
Goodness Iredia ist ein nigerianischer Leichtathlet, der sich auf den Weitsprung spezialisiert hat und auch im Dreisprung an den Start geht.

## Sportliche Laufbahn
Erste internationale Erfahrungen sammelte Goodness Iredia im Jahr 2024, als er bei den Afrikameisterschaften in Douala mit 7,75 m die Bronzemedaille im Weitsprung hinter dem Südafrikaner Cheswill Johnson und Chenoult Lionel Coetzee aus Namibia gewann. Zudem gelangte er im Dreisprung mit 15,50 m auf Rang elf. Im März 2025 wurde Iredia von der Athletics Integrity Unit wegen eines positiven Dopingtests auf Methenolon mit einer dreijährigen Wettkampfsperre belegt.
2024 wurde Iredia nigerianischer Meister im Dreisprung.

## Persönliche Bestleistungen
- Weitsprung: 8,03 m (−0,1 m/s), 17. Juni 2024 in Benin City
- Dreisprung: 16,55 m (−0,1 m/s), 18. Juni 2024 in Benin City